# Марк Понтий Лелиан
Вижте пояснителната страница за други личности с името Лелиан.
Марк Понтий Лелиан (на латински: Marcus Pontius Laelianus) е римски политик и сенатор през 2 век.

## Биография
Лелиан произлиза вероятно от Бетерае (днес Безие, Франция) в Нарбонска Галия. Баща му Марк Понтий Лелиан Ларций Сабин e суфектконсул през 145 г.
През 163 г. Лелиан е консул заедно с Авъл Юний Пастор. След това през 166/167 г. той е легат на Долна Мизия.